# Lunds historia
Lund är en av de äldsta städerna i Norden och nuvarande Sverige. Den har under mycket lång tid varit ett centrum för religion och utbildning.

## Förhistoria och grundande

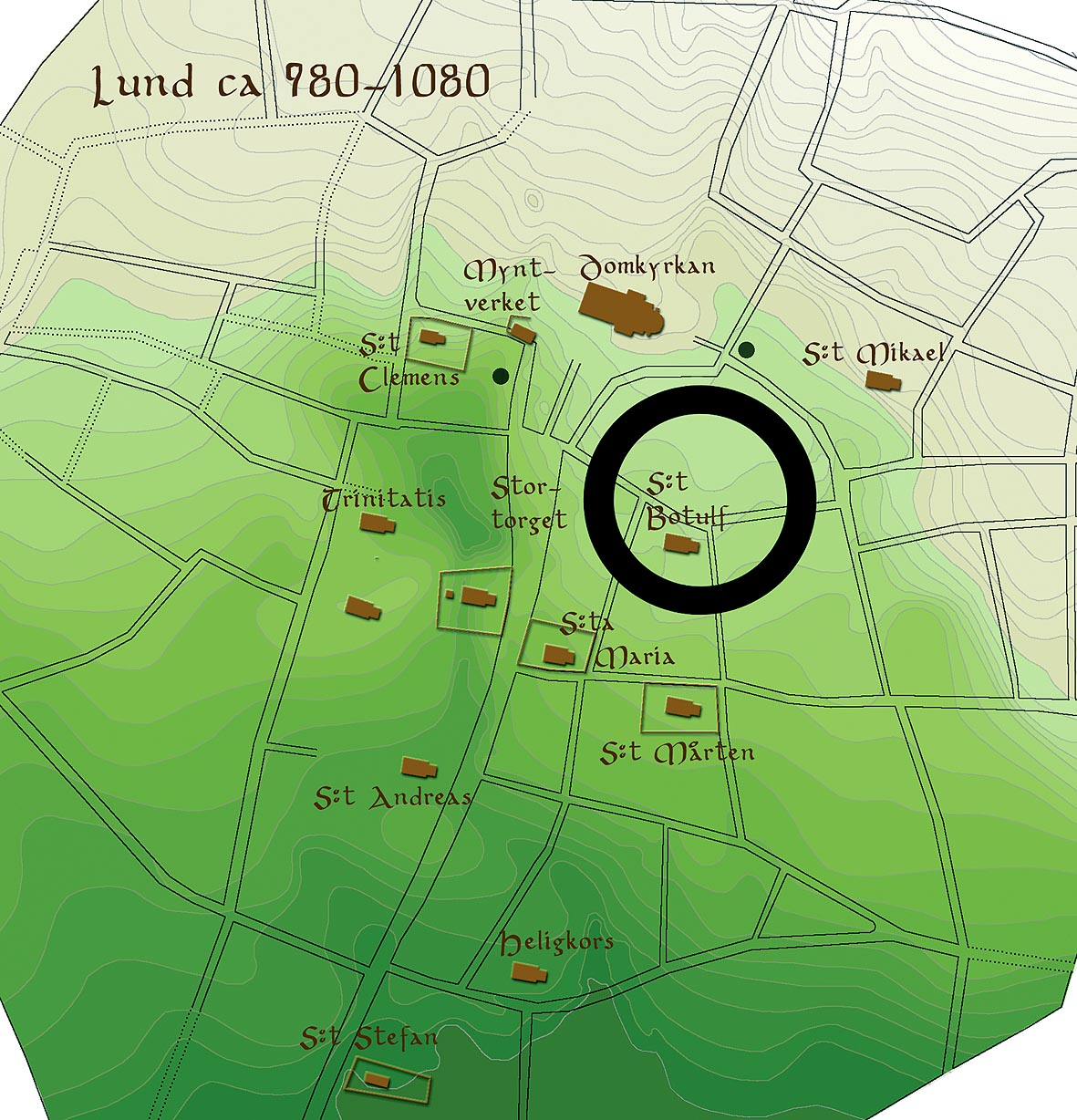
Det äldsta Lund med ursprungstopografi och kyrkor. Ett tänkbart läge för en av Harald Blåtands trelleborgar är inlagd. Rosborn 2004.

Redan för 6000 år sedan fanns det bosättningar inom det område som idag är Lund. Staden grundades omkring år 990, sannolikt flyttad på kungligt initiativ från ett tidigare läge en halvmil längre söderut, där arkeologiska utgrävningar vid Uppåkra indikerar en bosättning från före vår tideräknings början som blivit nedbränd i slutet av 900-talet. De arkeologiska fynden ger anledning att tro, att staden vid Uppåkra, som kanske redan kallades Lund, varit centralort för det bördiga sydväst-Skåne från 400-talet och framåt — en roll som Lund övertog problemfritt. Stadens nya läge var strategiskt fördelaktigt. Lund ligger på Romelåsens sydväst-sluttning, vid vars fot mossar och sankmark utmed Höje å gav extra skydd. Liksom Uppåkra ligger Lund utmed den nord-sydliga landsväg som omges av det land som Uppåkra var centralort för, men Lunds nya läge var vid korsningen med en öst-västlig landsväg till landet i Vombsänkan, Färs härad, antyder att staden Lund aspirerade på kontroll av större delar av Skåne, möjligen också Kristianstadsslätten på andra sidan Linderödsåsen. Platsen var dessutom sannolikt redan välkänd i Skåne då det låg en gammal offerlund där vilken var en central plats för kultutövande innan kristnandet och anses ha gett Lund (eller till en början Lunden) sitt namn. Grundandet av Lund betraktas i regel som ett led i skapandet av ett enat danskt kungadöme.

## Medeltiden

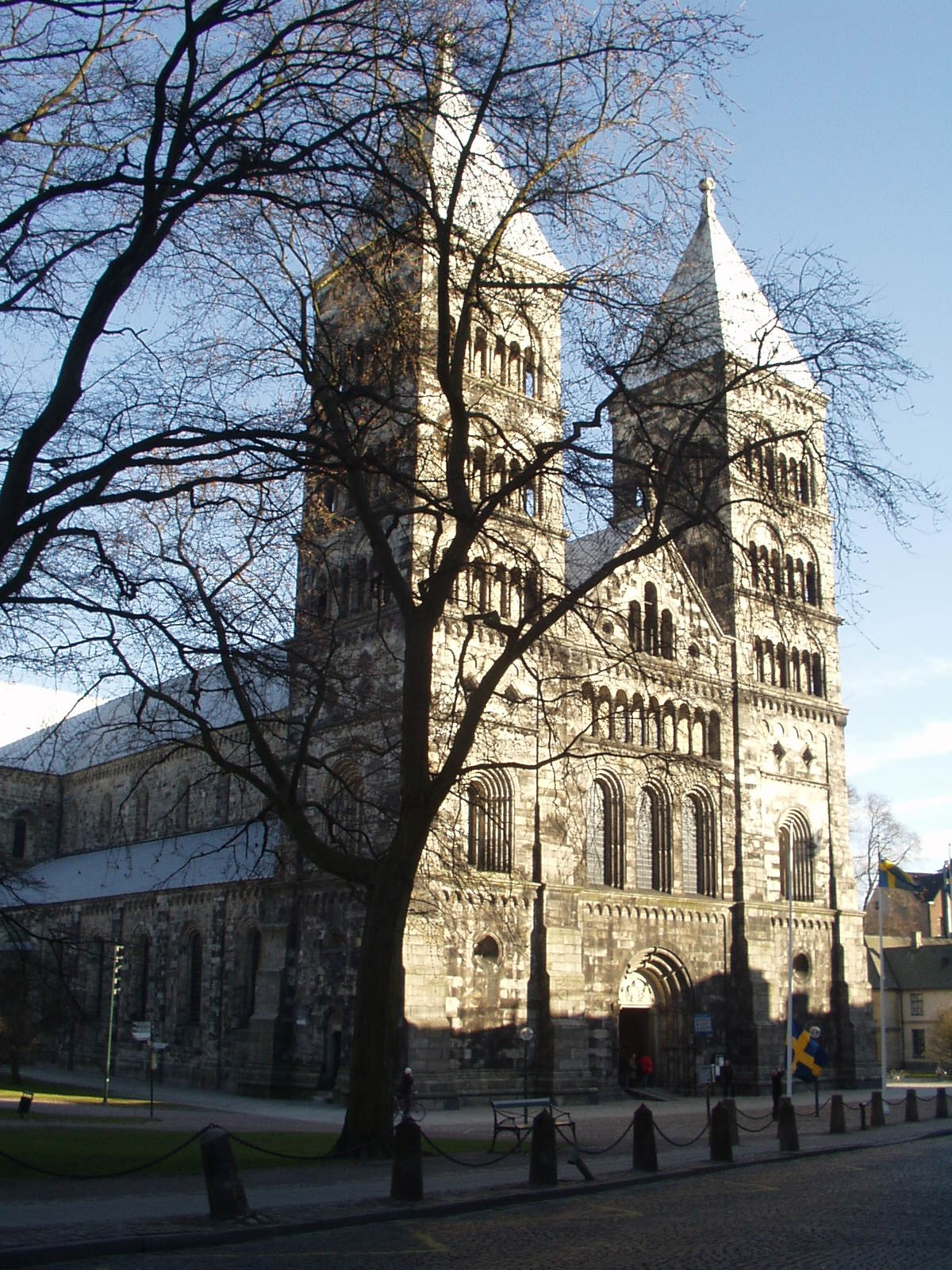
Lunds domkyrka

Kyrka och kristen gravplats dateras till andra hälften av 900-talet, samtidigt med grundandet av staden. Lund grundades för att bli en maktbas för den danska kungen och den kristna missionen. Fram till 1066 hade Lund starka förbindelser med ärkebiskopssätet i Canterbury. 
Lund blev biskopssäte 1060, när Danmark organiserades i ett tiotal stift. Från 1066 var den underställd ärkebiskopen i Hamburg-Bremen med gränser motsvarande dagens stift plus Bornholm och Halland, innan den 1103 blev ärkebiskopssäte för Norden. 
I Adam av Bremens historiska arbete från 1070-talet beskrivs Lund som Skånes huvudort och en nordisk parallell till London. Båda städerna uppfattades som kungliga huvudorter i sina respektive landsdelar.
Skapandet av ett nytt maktcentrum gick dock inte helt problemfritt för staden, eftersom även Dalby en mil österut aspirerade på att få biskopssätet och byggde en egen domkyrka (ej färdigställd). Detta berodde troligen på att både den tyska och den engelska kyrkan gjorde anspråk på den östdanska missionen. Dalby blev centrum för de tyska intressena och Lund för de engelska. Men redan år 1066 nedlades Dalby stift och Lund blev därefter det enda östdanska stiftet. År 1103 blev Lund ärkebiskopssäte för hela norden och precis som Uppåkra tidigare fick även Dalby föra en ny alltmer borttynande tillvaro. 
År 1085 grundlades Katedralskolan som är Nordens äldsta skola. Någon gång före 1089 grundades Allhelgonaklostret som Lunds första kloster. Under 1100-talets första hälft byggdes Lunds domkyrka och flera mindre kyrkor. På 1200-talet grundades kloster som  Gråbrödraklostret och Svartbrödraklostret. Kyrkor var ett dominerande inslag i Lund under tidig medeltid. I samband med Sven Estridssons stiftsreform år 1060 då Lund utsågs till biskopssäte inleddes en omfattande kyrkobyggnadsperiod. På 1000-talet uppfördes ett tiotal ej bevarade träkyrkor i staden. På 1100-talet började dessa ersättas av stenkyrkor och fram till 1200-talets mitt uppfördes inte mindre än 27 stenkyrkor på olika platser i Lunds stadsområde. Reformationen innebar dock ett hårt slag för kyrkobyggnaderna, och nästan alla revs under 1500-talets lopp. Idag finns endast Domkyrkan och Sankt Peters klosters kyrka kvar av dessa kyrkor.
I Lundagård norr om domkyrkan låg ärkebiskopens residens som efter hand blev en starkt befäst borg. Domkyrkan omgavs av ett flertal byggnader, bland annat det ännu bevarade  liberiet som fungerade som domkapitlets biblioteksbyggnad under medeltidens senare del. Hela det sammanhängande domkyrkoområdet avgränsades av en krenelerad mur.
Den övriga bebyggelsen i Lund bestod till en början av större stadsgårdar. Men under 1000-talets andra hälft och 1100-talets början genomgick bebyggelsen en större omvandling med avstyckningar av ett flertal mindre tättbebyggda tomter. Detta berodde troligen på en kraftig befolkningsökning, men också en förändrad syn på stadslivet med specialisering och arbetsdelning i stället för den tidigare självhushållningen. Till skillnad från många nordeuropeiska städer som genomgått omfattande stadsplaneförändringar har Lund behållit mycket av sitt oregelbundna medeltida gatunät.
På 1130-talet uppfördes en stadsfästning runt staden i form av en jordvall och en vallgrav. En del av den ursprungligen 3700 meter långa stadsvallen finns ännu bevarad ovan jord i Stadsparken. Under medeltiden fanns fyra stadsportar, en i varje väderstreck.
Medeltidsborgaren i Lund var köpman eller hantverkare men också jordbruk för självhushållning var vanligt. Stortorget var redan från stadens grundande en central plats i Lund. Där bedrevs handel, och torget var också en viktig representativ plats för kungen och kyrkan.
Staden styrdes från 1200-talet av en rådsförsamling, innan dess hade kungen det avgörande inflytandet över stadens styrelse. Under 1300-talet stärktes självstyret i de danska städerna, borgarskapet fick genom handeln större inflytande och rådet ersattes av ett borgmästareämbete. De äldsta kända borgmästarna i Lund är från 1353. Under medeltiden fanns det av allt att döma minst två, oftast tre, borgmästare i staden. Borgmästarämbetet växte fram oberoende av kungamakten och valen av borgmästare var en angelägenhet enbart för staden, men valen skulle bekräftas av kungen som därmed kunde skaffa sig inflytande över vilka som valdes. På 1300-talet fick också Lund sitt första rådhus som sannolikt låg vid Stortorget.
Lunds centrala betydelse under medeltiden innebar att staden drabbades hårt av krigsangrepp i slagen mellan svenskar och danskar från 1300-talet och fram till Slaget vid Lund 1676. År 1318 plundrades och brandskattades Lund av svenskarna och 1452 angreps och brändes en stor del av staden ned i ett av de mest brutala angreppen i stadens historia. Det förekom även inbördes strider i form av flera bondeuppror mot stormännen. År 1182 försökte upproriska bönder storma staden och 1525 slogs en bonderevolt ned när styrkor drabbade samman i ett stort slag.
Lund var under tidig medeltid Danmarks viktigaste stad och hade 3 000-4 000 invånare. Stadens betydelse framgår bland annat av att där från början av 1000-talet till 1440-talet fanns ett kungligt myntverk som under lång tid var Danmarks viktigaste. I början av 1300-talet tappade dock Lund en del av sin betydelse till Malmö, som anlagts som ärkebiskopens befästa färjeläge för resor över Öresund, och som hanseatisk hamnstad är i stark tillväxt, men Lund behöll positionen som kyrkligt, kulturellt och bildningsmässigt centrum. Vid reformationen i Danmark 1536 försvagades Lunds ställning påtagligt sedan de kyrkliga egendomarna sekulariserats. Vid samma tid flyttade även det kungliga myntslagarverket från Lund till Malmö, vilket visar på en kraftig nedgång även handelsmässigt. Lund förblev ett biskopssäte men tappade i betydelse vilket visar sig inte minst i att många tomter slogs samman till större, ett tecken på att staden tappade folkmängd. Det Lund som blev svenskt vid Roskildefreden 1658 var en medelstor dansk stad på omkring 1 500 invånare.

## 1600–1700-talen

### Universitet anläggs

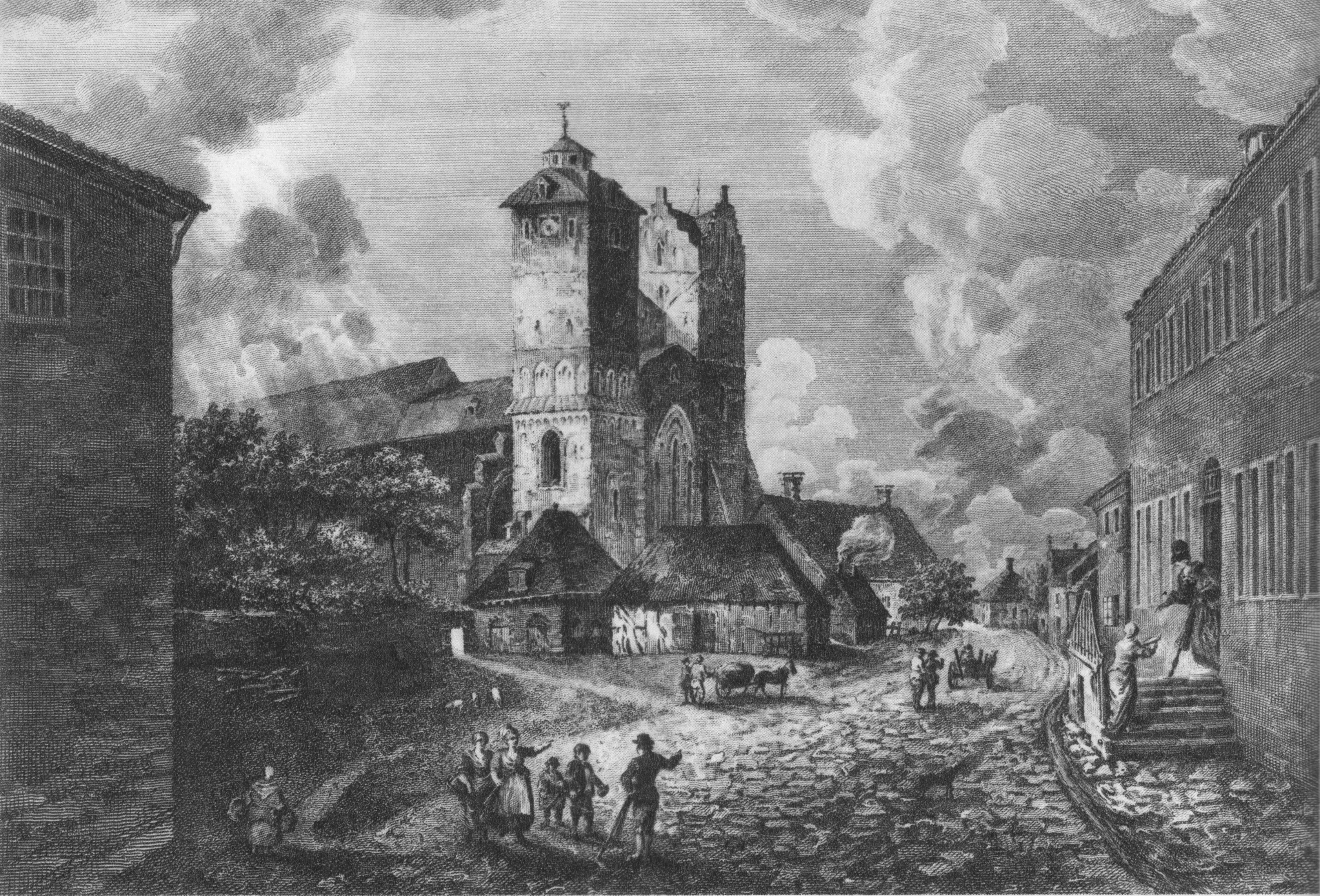
Lunds domkyrka och Lilla torg 1782. Etsning efter en målning av Elias Martin.

År 1658 blev Skåne och därmed även Lunds stift svenskt, och år 1666 anlades Lunds universitet för att underlätta försvenskningen. Universitetet hade inte mer än ett tiotal studenter inskrivna per år och undervisningen lades ned under Skånska kriget. Slaget vid Lund kom att utkämpas den fjärde december 1676 norr om dåvarande staden vid Vallkärra men trots svensk seger kom danskarna tillbaka och intog staden senare. 1678 drabbades staden av en kraftig brand som förstörde ungefär var fjärde gård i staden då danska trupper intog och satte eld på staden. Skånska kriget kom att sluta med ett fredsfördrag mellan Sverige och Danmark i just Lund 1679, och vid det laget var staden fortfarande inte återuppbyggd och universitetet var nedlagt. Efter att flera av de tidigare professorerna skrivit till kungen i ett gemensamt brev lyckades man påverka kronan att återuppta verksamheten vid Lunds universitet, även om det blev med sämre förutsättningar än tidigare eftersom kronan drog in flera av de gårdar som kronan tidigare donerat till universitetet vid dess grundande 1666. Den befrielse från "Borgerlig tunga" som professorerna hade gjorde att stadens skatteinkomster sjönk då de verksamma vid universitetet inte betalade skatter och tull till staden. Upplösningen av det skånska generalguvernementet och integreringen i Sverige vid frihetstidens början, år 1719, ledde inte till någon märkbar förändring för Lund som förblev en perifer och för Sverige obetydlig småstad. Vid universitetet var vid denna tid inte mer än knappt ett hundratal studenter inskrivna och skulle så förbli till in på 1800-talet. 
I slutet av 1700-talet började dock staden åter att komma igång med universitetet som bas, och tidiga 1800-talet var närmast en guldålder med Esaias Tegnér, Carl Adolph Agardh, Pehr Henrik Ling med flera som huserade och verkade i staden. 1849 hölls den första Lundakarnevalen vilket så småningom har blivit ett återkommande evenemang som går av stapeln var fjärde år, nästa gång 2026.

### Sverige styrs från Lund
Under slutet av 1600-talet och i början av 1700-talet drabbades Sverige av krig och svårigheter. Ömsom svenska och danska trupper förlades i staden, 1703 och 1711 härjade bränder och 1712-13 böldpest. Det var en hårt prövad stad som för en tid blev kungasäte. Mellan 6 september 1716 och 11 juni 1718 residerade Karl XII i professor Hegardts hus vid Södergatan och det var därifrån landet styrdes åren 1716-1718. I Lund planlades fälttåget mot Norge 1718. Diplomater från hela Europa anlände och utgick från Lund dessa sista år av det Stora nordiska kriget.

## Industrialismen gör sitt intåg
1856 drogs järnväg från Malmö, och året därpå fortsatte järnvägsutbyggnaden norrut. Därmed hade den industriella revolutionen med åtföljande urbanisering nått Lund. Lund blev dock inte i jämförelse med övriga svenska städer särskilt industrialiserat, läget vid Södra stambanan till trots. 
Många av industrierna hamnade i Malmö som också fick ett större uppland än Lund. Tidigare hade Lund spelat en stor betydelse för böndernas handelsrutter då de åkte in till staden för att handla, men de järnvägar som byggdes till Dalby, Genarp, Veberöd m.fl. samhällen kom alla att ha Malmö som ändstation. Lund fick bara en järnväg åt öster, Lund - Revingebanan som dock kom att spela en marginell roll. 
Ytterligare faktorer som bidrog till den svaga industrialiseringen var givetvis universitetets, sjukvårdens och kyrkans dominans. Eftersom de var så dominerande i staden ansågs man inte behöva alltför många industrier. Andra järnvägar som byggdes var Lund - Trelleborg 1877-1965, Lund-Bjärreds Järnväg 1901-1939 och så den nuvarande Västkustbanan, ursprungligen en bibana från Lund till Kävlinge, 1888.

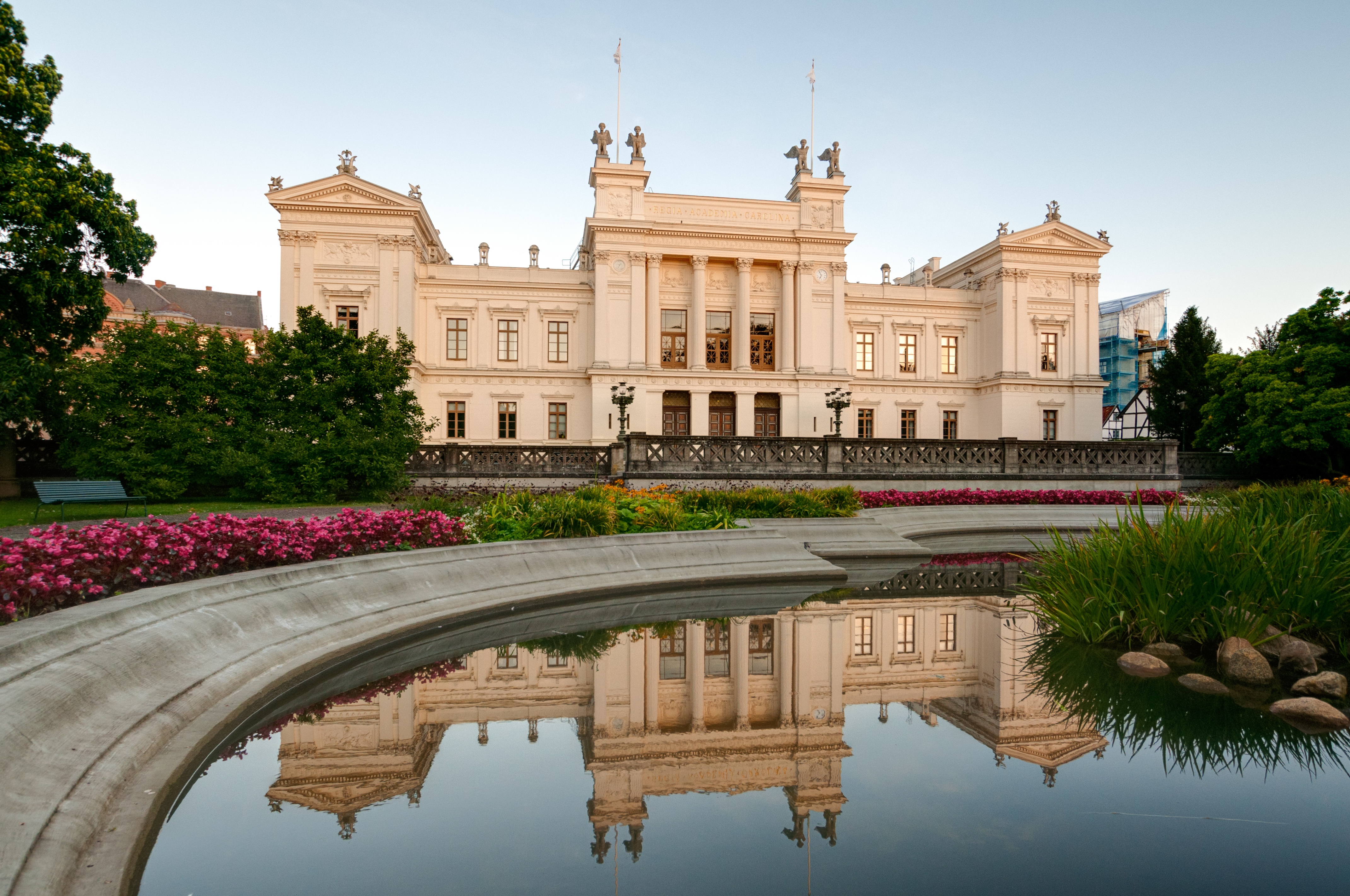
Universitetsbyggnaden.

Universitetet expanderade från mitten av 1800-talet och framåt men det var ett till en början långsamt framåtskridande. Nya institutioner började byggas under slutet av 1800-talet som Universitetsbyggnaden, sjukhusets expansion norr om Lundagård m.m. Antalet studenter uppgick till cirka 1000 år 1900. 
Många småfolksområden kom till på åkrarna i utkanten av den dåvarande staden vid denna tid. Det gäller framförallt Professorstaden, Jutahusen och Klosterhusen. Trots dem behöll Lund länge sin medeltida karaktär, staden förblev rund. Under 1930-talet tillkom också en del AK-arbeten som Södra Ringvägen och viadukten vid Bantorget som ersatte en beryktad plankorsning med järnvägen. Arbetslösheten var hög i Lund som annorstädes vid denna tid.

## Efterkrigstiden
Det var tiden efter andra världskriget som Lund verkligen började att växa. År 1950 bodde drygt 40 000 människor i staden. Femtio år senare bodde drygt dubbelt så många. Nya bostadsområden som Norra Fäladen, Östra Torn och Klostergården, nya institutioner som Lunds tekniska högskola, nya vägar som Norra ringen med mera byggdes. Universitetet byggdes ut rejält och kom under 300-årsjubileet 1968 att mötas av enorma studentprotester mot etablissemanget, "det rödsvarta Lund" etablerades med nationer som Smålands nation som förklarade sig vara socialistiskt 1972 och med en växande frihetlig socialism som bland annat tog sig uttryck i de tre stora husockupationerna för ett allaktivitetshus 1969, föregångare till dagens Kulturmejeriet, invigt 1985.
Staden kom under dessa omvälvande år att behålla mycket av sin medeltida karaktär, rivningsraseri till trots. Efter att en tilltänkt 42 meter bred gatuled stoppats igenom centrum 1969 började man tänka om i stadsplaneringen. Ett resultat av detta blev att i början av 1970-talet blev många gator gågator, andra enkelriktades eller spärrades av helt för otillåten biltrafik m.m.
1983 började man bygga Ideon på tidigare åkermark öster om centrum. Det blev Skandinaviens första företagsby, en succé som byggts ut rejält sedan dess. Staden har fortsatt att bygga till och bygga ut kommunikationsleder och bostadsområden och industrier.
Trots att staden har lyckats bevara en mycket stor del av sin medeltida karaktär har ett fåtal gator lagts igen genom åren. En västligare del av nuvarande Stora Algatan lades igen under 1800-talets första hälft, en förlängning av Stora Fiskaregatan i centrala Lund lades igen på 1790-talet och Lilla Kyrkogatan mellan Stortorget och domkyrkan försvann genom tillkomsten av Sydsvenska bankens hus vid Stortorgets norra sida (1913). Utöver dessa har den nordligaste delen av Vårfrugatan omvandlats till kvartersmark. Ingen gata har dock, förutom Lilla Kyrkogatan, lagts igen på senare dagar. 
Ett fåtal medeltida gatunamn har även försvunnit, Clemensgatan var uppkallad efter den vikingatida-medeltida S:t Clemens kyrka, på bild ovan - och var fram till 1920-talet det officiella namnet på den östligaste delen av Lilla Fiskaregatan (från Stora Gråbrödersgatan och fram till Stortorget).